# Димитриевская церковь (Большое Тёсово)
Дими́триевская це́рковь — православная церковь, расположенная в селе Большое Тёсово Можайского района Московской области (Российская Федерация).

## История
В 1725 году к церкви пристроили придел во имя архангела Михаила. В 1736 году селом владел Василий Дмитриевич Камынин. Его сын Дмитрий в 1811 году возвёл церковь, престолы были освящены в честь Смоленской и Казанской икон Божией Матери и во имя пророка Илии. Камыниным усадьба принадлежала до 1917 г. Пять приделов были освящены во имя святого великомученика Димитрия Солунского, Смоленской и Казанской икон Божией Матери, архангела Михаила и святителя Николая. В последней четверти XIX века в церкви служил священник Иоанн Лебедев, после него — его сын, священник Сергий Лебедев. В советское время, ещё до войны, церковь была закрыта, лишилась колокольни, апсиды.
В 1995 г. указом митрополита Крутицкого и Коломенского Ювеналия в храм святого великомученика Димитрия Солунского был назначен настоятель — священник (в настоящее время — протоиерей) Александр Гудов. С 2001 года начались восстановительные работы, которые были закончены к 2007 году. Заново выстроены алтарь и портики, возвращена медная кровля и золочёный крест. Храм заново оштукатурен и выкрашен. Освещают храм 4 хороса. Построена ограда с коваными решётками. Настоятель в настоящее время (2014 год) — священник Родион Райш.
За алтарём церкви похоронен настоятель можайского храма святых праведных Иоакима и Анны протоиерей Пётр Деревянко (1927—2009).

## Церковь в литературе
Димитриевская церковь упоминается в беллетризованных мемуарах Константина Михайловича Маркелова «На берегу Москва-реки» (Париж, 1926. С. 106—108); Большое Тёсово у Маркелова названо селом Покровским.